# Bisdom Bacabal
Het bisdom Bacabal (Latijn: Dioecesis Bacabalensis) is een rooms-katholiek bisdom met als zetel Bacabal, in Brazilië. Het bisdom is suffragaan aan het aartsbisdom São Luís do Maranhão.

## Geschiedenis
Het bisdom werd opgericht op 22 juni 1968, uit delen van de territoriale prelatuur São José do Grajaú en het aartsbisdom São Luís do Maranhão. 

## Parochies
Het bisdom had in 2020 een oppervlakte van 18.073 km2 en telde 533.319 inwoners waarvan 97,2% rooms-katholiek was.

## Bisschoppen
- Pascàsio Rettler (24 juli 1968 - 1 december 1989)
- Henrique Johannpötter (2 december 1989 - 10 april 1997; coadjutor 7 december 1988)
- José Belisário da Silva (1 december 1999 - 21 september 2005)
- Armando Martín Gutiérrez (2 november 2006 - heden)

São Luís do Maranhão (aartsbisdom) · Bacabal · Balsas · Brejo · Carolina · Caxias do Maranhão · Coroatá · Grajaú · Imperatriz · Pinheiro · Viana · Zé Doca